# Fladderak
 (juillet 2021).
Le Fladderak (anciennement Fladderac) est une liqueur originaire de la ville néerlandaise de Groningue.

## Étymologie
L'origine du nom Fladderak n'est pas claire, mais il est souvent associé au nom de famille d'un fonctionnaire fiscal du village d'Onderdendam, près de Bedum. Comme le produit était traditionnellement disponible dans plusieurs endroits de la province de Groningue, ce lien est souvent mis en doute. D'autres sources mentionnent un Anthonie van Fladeracken comme éponyme possible, mais on ne sait rien d'autre sur lui, c'est pourquoi cette possibilité est également considérée comme peu probable. L'origine du flacid arrac (littéralement : « boisson flasque ») est tout aussi douteuse, car le terme fladderac n'existe pas en anglais.

## Fabricant
Au début du XXe siècle, plusieurs fabricants de liqueurs dans diverses provinces néerlandaises produisaient du Fladderak, comme Kooymans, Meder, Kuyper, J.J. Melchers et Coebergh. Depuis fin 2019, la boisson est principalement produite par la société Hooghoudt dans la ville de Groningue sous le nom de « Hooghoudt Likeur Fladderak ». Leur recette familiale est tenue secrète et date de la fin du XIXe siècle. Le caviste Jos Beeres à Noordbroek vend également le Fladderak sous son propre nom.

## Histoire
Vers 1900, environ 10 000 litres de Fladderak étaient produits par an. La liqueur était souvent consommée au tournant de l'année. Le Fladderak était également utilisé dans des cocktails. Peu à peu, la demande a chuté de manière drastique, si bien qu'en juillet 1997, seules treize bouteilles étaient vendues. Lorsque la distillerie Hooghoudt a annoncé la fin prévue de la production, les dernières bouteilles devaient être vendues aux enchères. Cependant, des protestations se sont élevées au sein de la population de Groningue, ce qui a suscité une nouvelle augmentation de l'intérêt et de la demande, de sorte que le producteur a poursuivi la production.